# 因德里特·楚爾哈伊
因德里特·楚爾哈伊（1997年1月16日—）是阿爾巴尼亞柔道運動員。代表阿爾巴尼亞參加2020年夏季奧林匹克運動會。結果在男子66公斤級32強賽敗給哥斯大黎加的伊恩·桑丘·欽西拉。